# چین کوک-چینگ
چین کوک-چینگ (انگلیسی: Chien Kok-ching؛ زادهٔ ۱۹۳۴) بازیکن بسکتبال اهل تایوان است. وی در بازی‌های المپیک تابستانی ۱۹۵۶ شرکت کرده‌است.